# Zaroślak kolumbijski
Zaroślak kolumbijski (Atlapetes blancae) – gatunek ptaka z rodziny pasówek (Passerellidae). Występuje endemicznie w Kolumbii – w departamencie Antioquia (stąd jego angielska nazwa zwyczajowa – Antioquia Brush-finch – „zaroślak z Antioquia”). 
Gatunek został naukowo opisany w 2007 roku na podstawie trzech okazów muzealnych schwytanych w departamencie Antioquia, które wcześniej były oznakowane jako okazy zaroślaka ciemnego (Atlapetes schistaceus). Wszystkie trzy okazy muzealne zostały zebrane w XX w., ale tylko jeden z nich opatrzony jest datą – 1971.
Naukowa nazwa gatunkowa – blancae – upamiętnia kolumbijską lepidopterolog – Blancę Huertas, która często współpracowała z ornitologiem Thomasem Doneganem (który opisał gatunek) z kolumbijskiej organizacji ornitologicznej Fundación ProAves.
Poszukiwania ptaka w departamencie Antioquia w latach 2007 i 2008 nie przyniosły rezultatu, ale w styczniu 2018 roku odkryto niewielką populację w gminie San Pedro de los Milagros, niedaleko miejsca typowego. Zaobserwowane ptaki przebywały w niewielkich płatach zarośli, w bliskim sąsiedztwie siedzib ludzkich.
IUCN uznaje zaroślaka kolumbijskiego za gatunek krytycznie zagrożony (CR, Critically Endangered) nieprzerwanie od 2009 roku. Liczebność populacji szacuje się na nie więcej niż 50 dorosłych osobników.